# Cypres-familien
Cypres-familien (Cupressaceae) er en gammel familie af nåletræer med 27-30 slægter, der i alt har ca. 130-140 arter. Familien er udbredt overalt i Jordens tempererede egne. Der findes både løvfældende og stedsegrønne træer, og de modsatte eller kransstillede blade er nåleformede hos helt unge planter, men bliver senere skælformede hos de fleste arter. Koglerne kan være læderagtige, bæragtige eller helt forveddede.
| Slægter |

- Actinostrobus
- Athrotaxis
- Austrocedrus
- Afrikacypres (Callitris)
- Guldcypres (Callitropsis)
- Flodceder (Calocedrus)
- Ædelcypres (Chamaecyparis)
- Kryptomeria-slægten (Cryptomeria)
- Cunninghamia
- Cypres (Cupressus)
- Diselma
- Fitzroya
- Fokienia
- Glyptostrobus
- Ene (Juniperus)
- Libocedrus
- Vandgran-slægten (Metasequoia)
- Dværglivstræ-slægten (Microbiota)
- Neocallitropsis
- Papuacedrus
- Pimenta (Pilgerodendron)
- Livstræ-slægten (Platycladus)
- Rødtræ-slægten (Sequoia)
- Mammuttræ-slægten (Sequoiadendron)
- Talinum (Taiwania)
- Tetraclinis
- Sumpcypres (Taxodium)
- Thuja (Thuja)
- Hønsebenstræ-slægten (Thujopsis)
- Afrikacypres (Widdringtonia)
- Xanthocyparis

En række af disse slægter (Athrotaxis, Cunninghamia, Glyptostrobus, Cryptomeria, Sequoiadendron, Sequoia, Taxodium, Metasequoia) regnedes tidligere som en egen familie, Sumpcypres-familien (Taxodiaceae), der tillige omfattede Parasoltræ-slægten (Sciadopitys). Parasoltræ-slægten henregnes i dag til sin egen familie, Parasoltræ-familien (Sciadopityaceae), mens resten nu henregnes til Cypres-familien hvor de undertiden stadig omtales samlet som "sumpcypres-gruppen".